# Landshausen (Kraichtal)
Landshausen (südfränkisch: Landshause) ist ein Stadtteil von Kraichtal im Landkreis Karlsruhe im nordwestlichen Baden-Württemberg.

## Geographie
Landshausen liegt in der Hügellandschaft des Kraichgaus am über den Börsbach zum Kraichbach entwässernden Eschbach. Die Gemarkungsfläche beträgt 726 ha.

## Geschichte
Die Ortslage wird 864/876 erstmals als Huserard marca erwähnt und galt ursprünglich als Ausbauort von Menzingen. Um 1100 erscheint in den Urkunden die Bezeichnung Nanthesshusen sowie ab 1386 Lantzhusen. Sowohl die Klöster Lorsch, Hirsau als auch das Kloster Odenheim teilten sich Besitztümer an der Ortschaft. Die Grundherrschaft lag bei den Herren von Mentzingen, die den Grundbesitz 1426 und 1427 an das Kloster Odenheim verpfändeten, wodurch Landshausen unter die Verwaltung  der bischöflich-speyerischen Landeshoheit gelangte und zur Zeit der Reformation katholisch blieb. 1806 kam die Kommune zum Großherzogtum Baden und wurde zunächst dem Amt Odenheim unterstellt. 1807 wechselte der Ort zum Oberamt Gochsheim und 1813 zum Bezirksamt Eppingen. Bei dessen Auflösung 1924 kam der Ort zum Bezirksamt Bruchsal und 1938 schließlich zum Bezirksamt Sinsheim. 1939 wurden 699 Einwohner gezählt, Ende 1945 waren es 704.
Am 1. September 1971 vereinigte sich Landshausen mit den Städten Gochsheim und Unteröwisheim sowie mit den Gemeinden Bahnbrücken, Menzingen, Münzesheim, Neuenbürg, Oberacker und Oberöwisheim zur neuen Stadt Kraichtal. Infolge des Zusammenschlusses wechselte der Ort auch die Kreiszugehörigkeit und gehörte zunächst – wie alle anderen Stadtteile Kraichtals – zum Landkreis Bruchsal, zu dem der Ort bereits von 1924 bis 1938 gehört hatte.
2005 hatte Landshausen 1050 Einwohner.

## Wappen
Das ehemalige Wappen von Landshausen zeigt in Blau den heiligen Martin in goldener Rüstung auf einem schreitenden, rotgezäumten silbernen Ross, mit silbernem Schwert den roten Mantel für den Bettler teilend; diesen mit rotem Lendentuch unten sitzend.

## Sehenswürdigkeiten

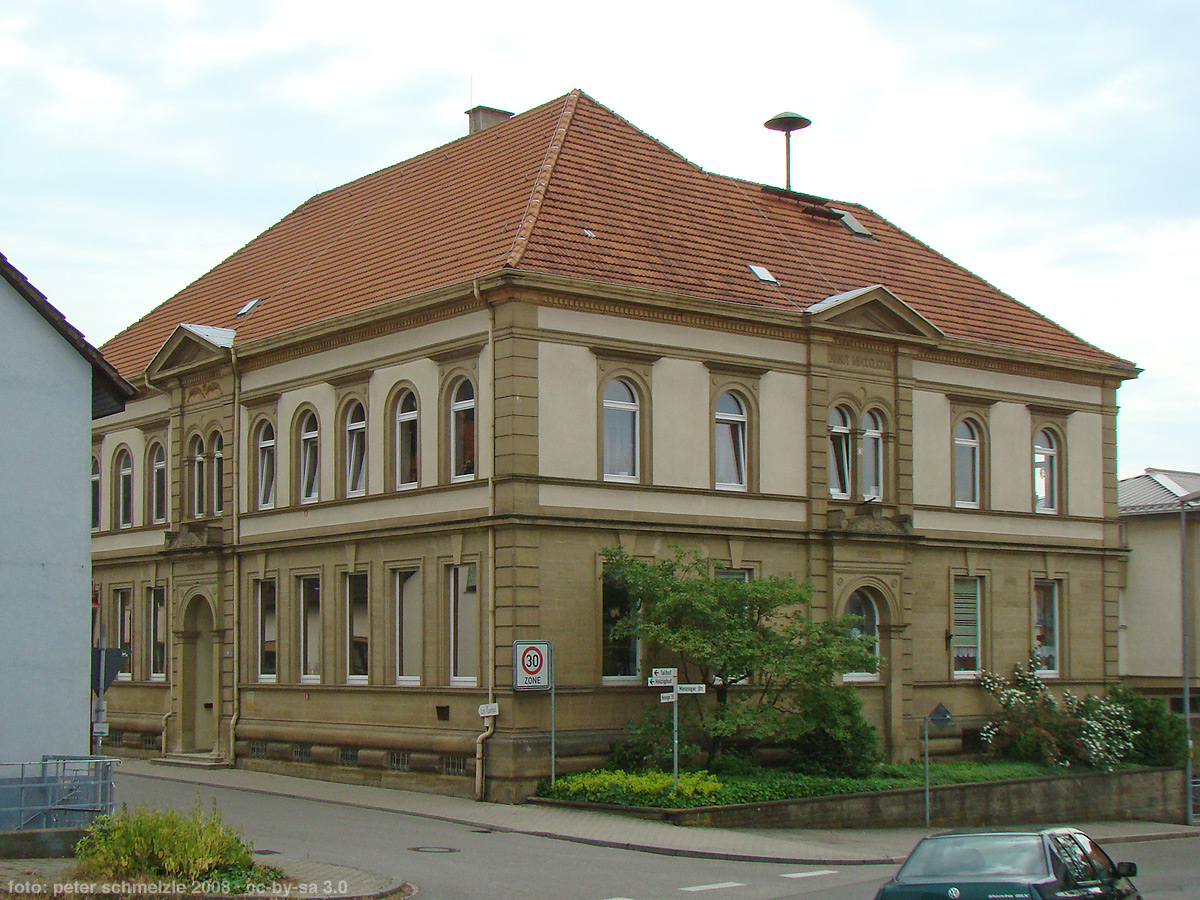
Ehemaliges Rat- und Schulhaus

Die katholische Kirche St. Martin wurde als Pfarrkirche 1331 erstmals erwähnt. Die heutige Kirche wurde 1751 neu erbaut und 1911 zu ihrer heutigen Gestalt umgebaut. In ihrem Inneren befindet sich neben historischem Figurenschmuck, darunter der Kirchenpatron Martin, auch ein Epitaph für den 1778 verstorbenen Pfarrer Franz Philipp Junghans. Beim Friedhof befindet sich noch die 1715 errichtete Maria-Hilf-Kapelle.

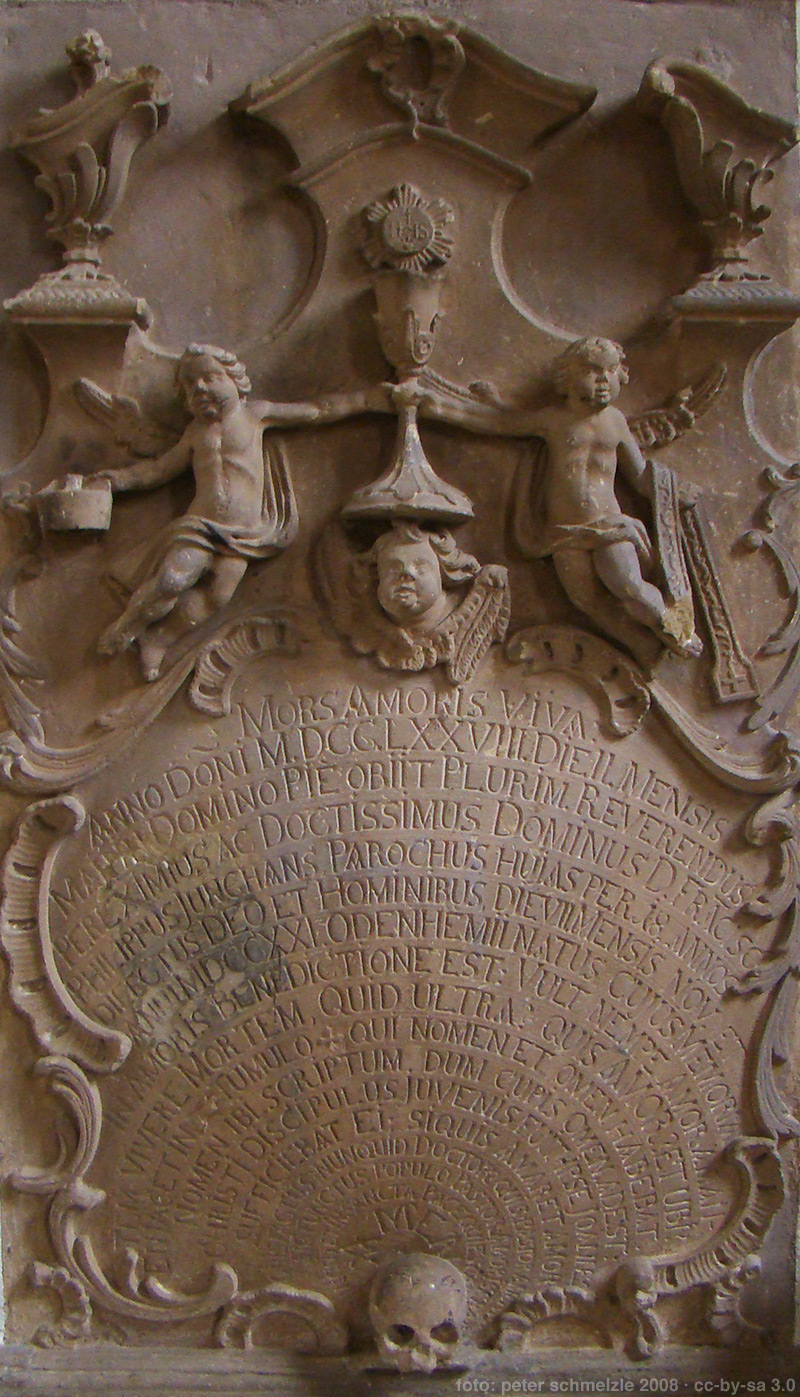
Junghans-Epitaph in St. Martin
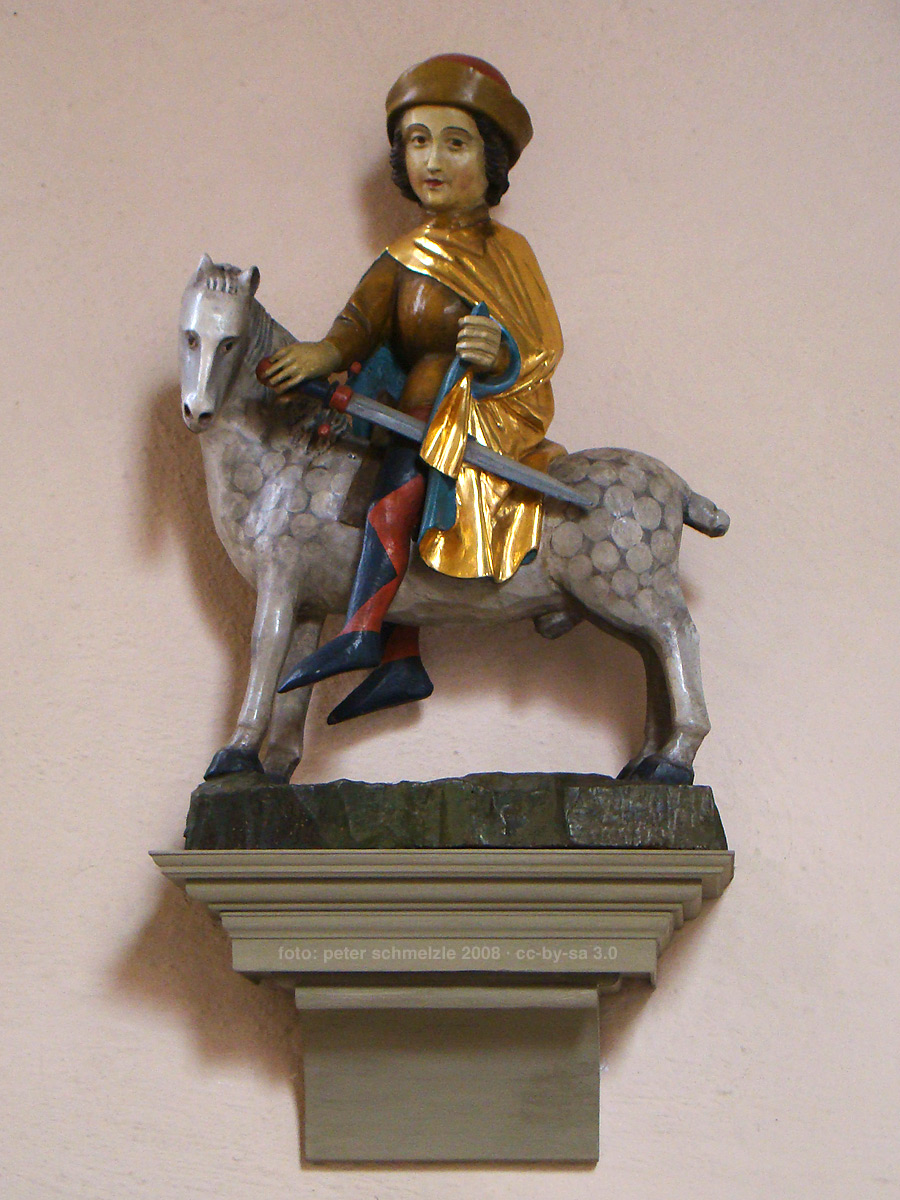
Martinsfigur in St. Martin
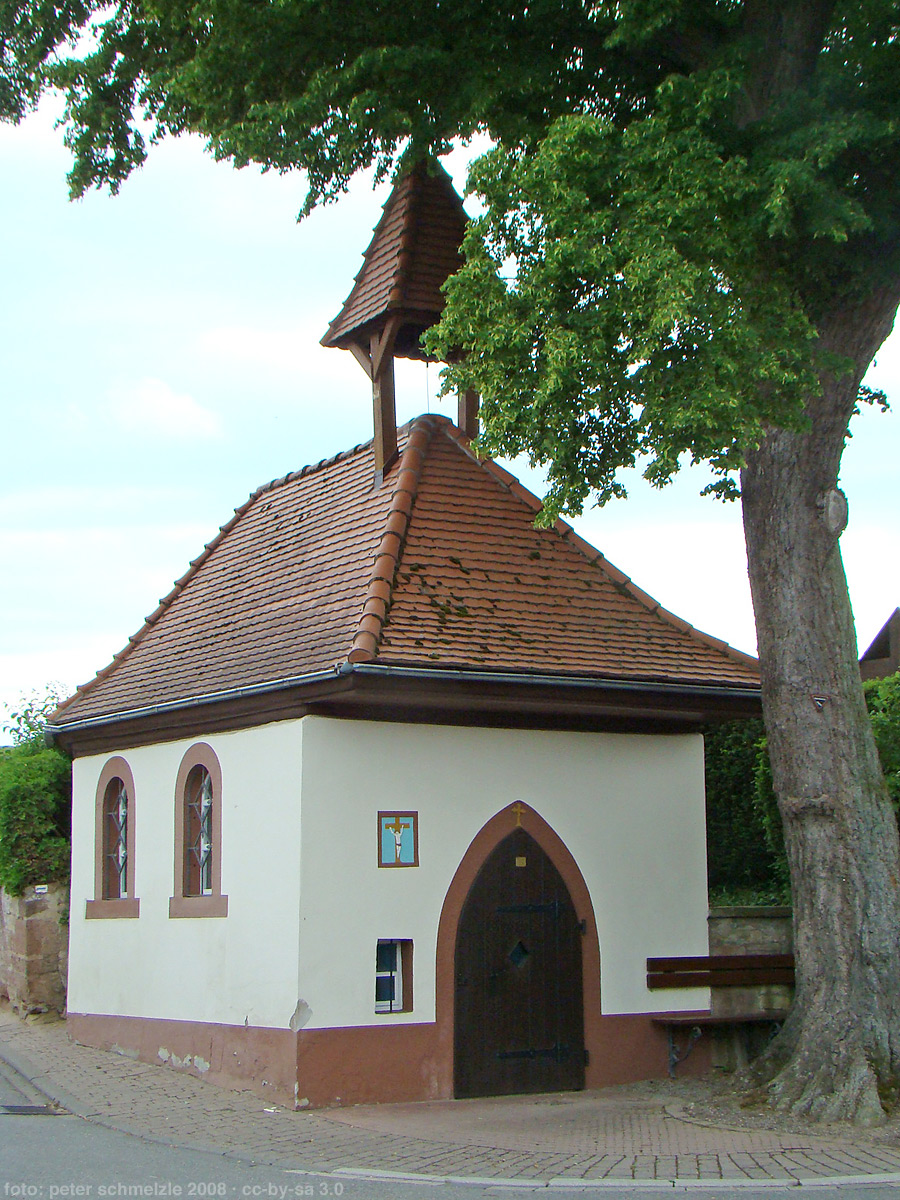
Maria-Hilf-Kapelle

Das Rat- und Schulhaus des Ortes wurde 1883 erbaut. In seiner Nähe befindet sich ein 1905 errichtetes Ehrenmal für die Kriegsteilnehmer des Deutsch-Französischen Krieges 1870/71.
Der Ortskern von Landshausen wird von zahlreichen historischen Fachwerkhäusern geprägt.

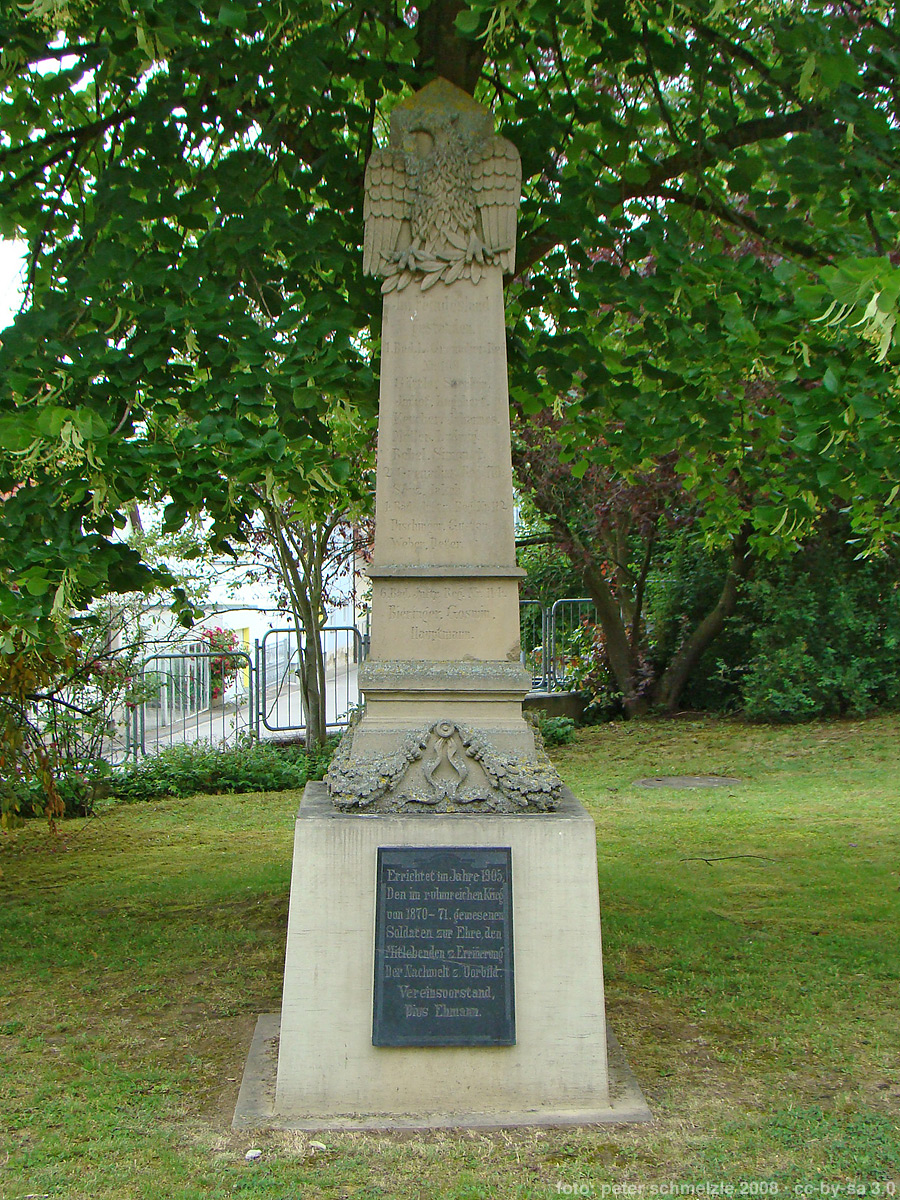
Kriegerehrenmal 1870/71
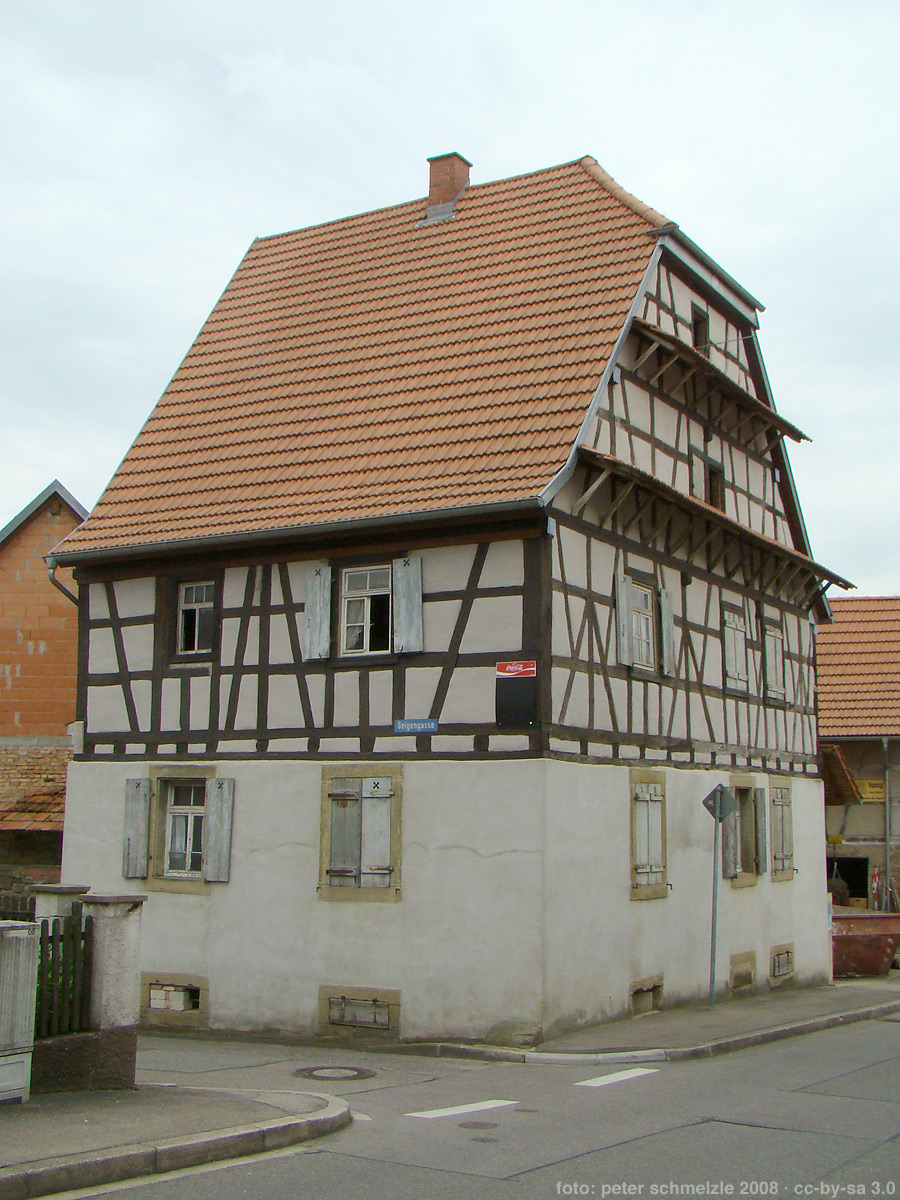
Fachwerkhaus Menzinger Straße – Ecke Geigengasse im Umbau (2008)
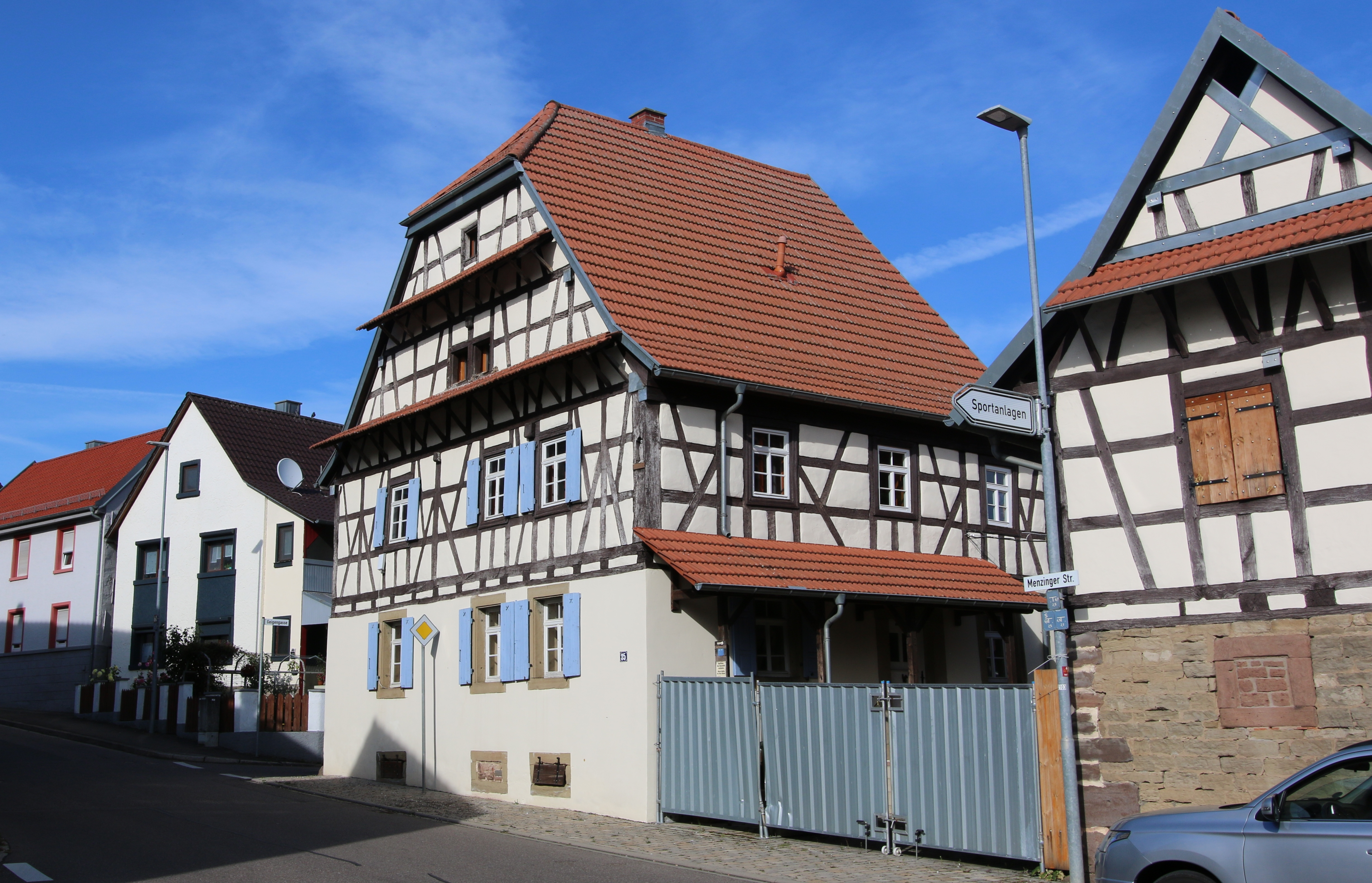
Restauriertes Fachwerkhaus Menzinger Straße – Ecke Geigengasse (Sept. 2021)
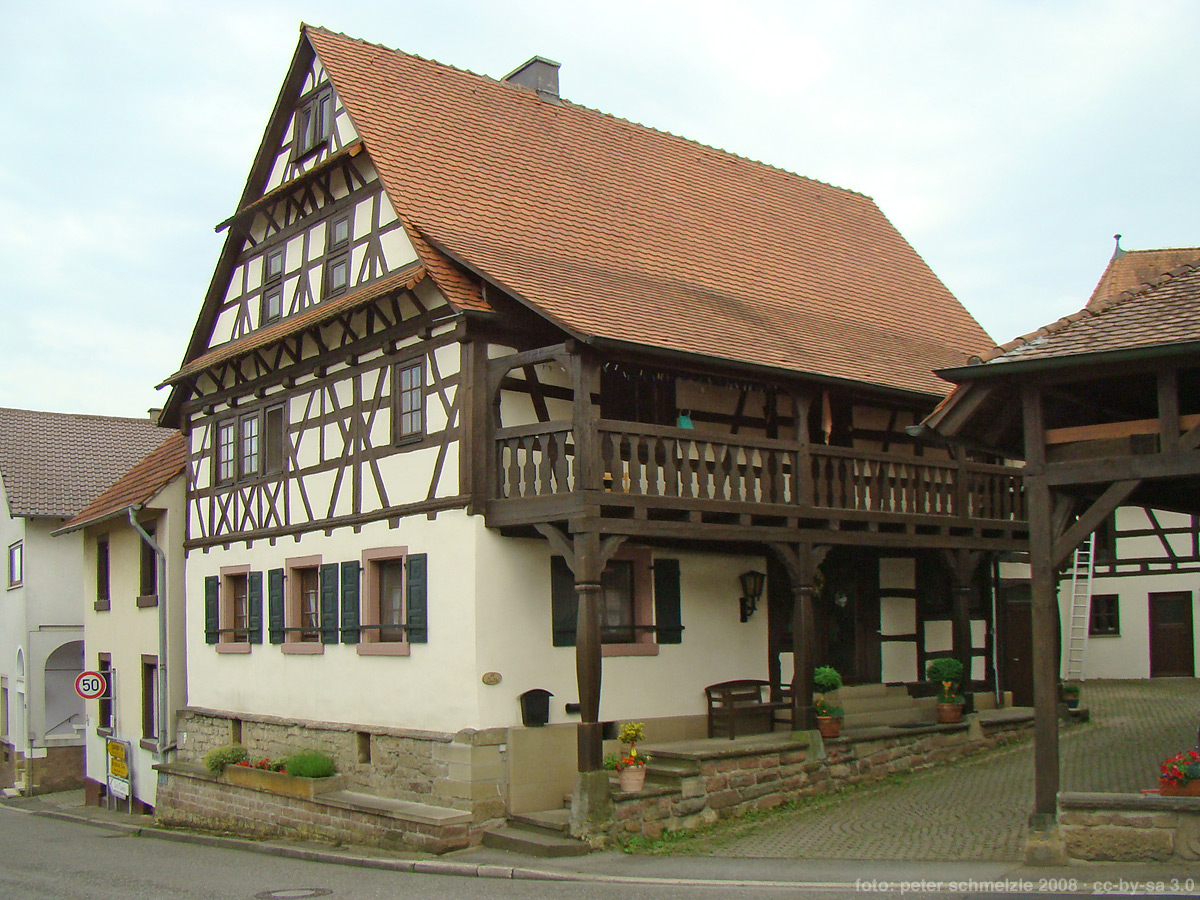
Historisches Fachwerkhaus in der Menzinger Straße

## Verkehr
| Linie   | Linienverlauf | Takt                                                         |
| ------- | --- | ------------------------------------------------------------ |
| Bus 138 | Landshausen Röhrbrunnen – Menzingen Schule (wird nur Richtung Landshausen bedient) – Menzingen Rathaus – Menzingen Bahnhof | Von Montag bis Freitag: 20-Minuten-Takt                      |
| Bus 139 | Landshausen Röhrbrunnen – Menzingen Rathaus – Menzingen Bahnhof – Bahnbrücken Bahnhof – Bahnbrücken Kindergarten – Bahnbrücken Gochsheimer Straße – Gochsheim Krone – Gochsheim Bauerbacher Straße – Oberacker Rathaus – Münzesheim Bahnhof – Oberöwisheim Bahnhof – Oberöwisheim Neuenwegstraße – Oberöwisheim Friedhof – Oberöwisheim Feuerwehrhaus – Neuenbürg Raiffeisenbank | Von Samstag bis Sonntag, sowie an Feiertagen: 2-Stunden-Takt |
| Bus 675 | Landshausen Röhrbrunnen – Rohrbach am Gießhübel Eselsberg – Rohrbach am Gießhübel Waage – Rohrbach am Gießhübel Waldhohl – Eppingen West – Eppingen Schulzentrum – Eppingen Bahnhof | Verkehrt nur an Schultagen um 07:05 Uhr                      |

## Sport
Der FV „Viktoria“ Landshausen e. V. ist mit derzeit ca. 150 Mitgliedern der größte Verein in Landshausen und spielt seit 2016 in der Kreisklasse B Sinsheim.